# Hobro IK
Hobro IK is een Deense voetbalclub uit Hobro dat in de regio Noord-Jutland ligt. De club werd in 1913 opgericht en speelt de thuiswedstrijden in de DS Arena. Geel en blauw zijn de traditionele kleuren van de voetbalvereniging. Verder heeft de club ruim 500 leden.

## Geschiedenis
Hobro speelde in het seizoen 2009/2010 om de titel in de 2. Division West, maar moest die afstaan aan FC Hjørring, dat zo direct promoveerde naar de 1. Division. De club nam het in de barrage-wedstrijden op tegen de nummer twee van de afdeling Oost, B 93 uit Kopenhagen. Hobro won over twee wedstrijden van de club uit Kopenhagen: thuis met 3-1 en uit met 0-2. Zo promoveerde HIK sinds jaren weer terug naar de tweede klasse.

### Strijd tegen degradatie en promotie naar Superligaen
Hobro kon dus weer starten in de 1. Division, maar de club uit de gemeente Mariagerfjord kon zich in het eerste seizoen ternauwernood handhaven ten koste van Kolding FC. Overigens deed FC Hjørring, aan wie Hobro de titel moest afstaan in 2010, het niet veel beter. In het seizoen 2011/2012 zou het aantal clubs in de competitie worden verlaagd van veertien naar twaalf, om de competitie aantrekkelijker te maken. Daarom zouden er drie degradanten zijn. Men kwam nauwelijks in de buurt van de degradatiezone, maar kon zich pas twee wedstrijden voor het afsluiten van de competitie verzekeren van nog een seizoen op het tweede niveau.
In het seizoen 2013/2014 werd Hobro de verrassing van de competitie. Bij de winterstop sloeg het team al een immens gat met de eerste achtervolgers. Het resulteerde in promotie naar de Superliga in het 101-jarige bestaan van de dorpsclub. Hoewel men na twee seizoenen moest degraderen, kon het door middel van het kampioenschap wel direct weer terugkeren in de Superliga 2017/18. In 2020 volgde uiteindelijk degradatie naar de 1. Division vanwege de reductie van het aantal Superliga-clubs van veertien naar twaalf. In de seizoenen die volgde belandde de club in de degradatie groep voor de tweede helft van het seizoen. Hier wist het echter iedere keer te ontsnappen aan degradatie.

### Records
Lange tijd stond het toeschouwersrecord in de DS Arena op 2.880 toeschouwers in de bekerwedstrijd tegen Superliga-club Aalborg BK. Hobro won sensationeel op eigen veld met 2-1. Nadat HIK voor het eerst in geschiedenis promoveerde naar de Superliga, werd de records achterelkaar opgevolgd. Het record staat nu op 6.596 toeschouwers, in de wedstrijd van 15 maart 2016, opnieuw tegen regiogenoot Aalborg BK.
Het record voor de meest gespeelde wedstrijden in het tenue van Hobro was lange tijd in handen van Steen Juulsgaard, die ook voorzitter van de club is geweest. Hij speelde 310 wedstrijden in het geel-blauwe shirt. Dit record werd verbeterd door Mads Justesen die 340 wedstrijden voor het eerste team speelde en zijn carrière beëindigde in de zomer van 2018.

## Eindklasseringen
| 7 |

| 8 |

| 9 |

| 7 |

| 2 |

| 12 |

| 9 |

| 9 |

| 2 |

| 7 |

| 12 |

| 1 |

| 7 |

| 13 |

| 12 |

| 9 |

| 8 |

| 10 |

| 4 |

| 8 |

| Superligaen (Niv. 1) | 1. division (Niv. 2) | 2. Division (Niv. 3) |

| Seizoen   | №  | Clubs | Divisie                       | Duels | Winst | Gelijk | Verlies | Doelsaldo | Punten | Tsch  |
| --------- | -- | ----- | ----------------------------- | ----- | ----- | ------ | ------- | --------- | ------ | ----- |
| 2006–2007 | 7  | 14    | 2. division Vest              | 26    | 11    | 5      | 10      | 50–47     | 38     | 178   |
| 2007–2008 | 9  | 16    | 2. division Vest              | 30    | 9     | 9      | 12      | 52–51     | 36     | 216   |
| 2008–2009 | 7  | 16    | 2. division Vest              | 30    | 13    | 9      | 8       | 54–48     | 48     | 222   |
| 2009–2010 | 2  | 16    | 2. division Vest              | 30    | 18    | 6      | 6       | 74–42     | 60     | 235   |
| 2010–2011 | 12 | 16    | 1. division                   | 30    | 8     | 9      | 13      | 41–55     | 33     | 571   |
| 2011–2012 | 9  | 14    | 1. division                   | 26    | 8     | 9      | 9       | 37–35     | 33     | 822   |
| 2012–2013 | 9  | 12    | 1. division                   | 33    | 9     | 11     | 13      | 37–43     | 38     | 639   |
| 2013–2014 | 2  | 12    | 1. division                   | 33    | 20    | 5      | 8       | 58–36     | 65     | 1.761 |
| 2014–2015 | 7  | 12    | Superligaen                   | 33    | 11    | 10     | 12      | 40–47     | 43     | 3.847 |
| 2015–2016 | 12 | 12    | Superligaen                   | 33    | 4     | 6      | 23      | 26–70     | 18     | 2.486 |
| 2016–2017 | 1  | 12    | 1. division                   | 33    | 17    | 7      | 9       | 54–34     | 58     | 1.606 |
| 2017–2018 | 7  | 14    | Superligaen                   | 26    | 8     | 8      | 10      | 33–33     | 32     | 2.573 |
| 2018–2019 | 13 | 14    | Superligaen                   | 26    | 5     | 6      | 15      | 22–45     | 21     | 2.183 |
| 2019–2020 | 12 | 14    | Superligaen                   | 26    | 3     | 14     | 9       | 25–35     | 23     | 2.841 |
| 2020–2021 | 3  | 12    | 1. division (degradatiegroep) | 32    | 8     | 10     | 14      | 38-51     | 34     |       |
| 2021–2022 | 2  | 12    | 1. division (degradatiegroep) | 32    | 9     | 12     | 11      | 47-50     | 39     |       |
| 2022-2023 | 10 | 12    | 1. division (degradatiegroep) | 32    | 9     | 11     | 12      | 33-42     | 38     |       |

## Bekende (oud) spelers
- Mads Hvilsom
- Mikkel Beckmann
- Mikkel Thygesen
- Jonas Damborg